# میدان راه‌آهن هلسینکی
میدان راه‌آهن هلسینکی (انگلیسی: Helsinki Railway Square)، (فنلاندی: Rautatientori, سوئدی: Järnvägstorget) یک میدان باز است که در شرق ایستگاه راه‌آهن مرکزی هلسینکی قرار دارد.
این میدان به عنوان ایستگاه اتوبوس ثانویه هلسینکی همراه با ایستگاه اصلی اتوبوس برای رسیدن به مرکز شهر هلسینکی یعنی محله کامپی عمل می‌کند.

## دسترسی
میدان راه‌آهن هلسینکی در ضلع شمالی تئاتر ملی فنلاند و در ضلع جنوبی موزه هنر کلاسیک آتنیوم قرار گرفته‌است.
در سمت غربی، دو ورودی آراسته به ایستگاه مرکزی هلسینکی وجود دارد. یک ورودی بزرگ برای استفاده عمومی، و ورودی کوچکتر مخصوص رئیس‌جمهور فنلاند و مهمانان رسمی آنهااست.
این میدان در گوشه جنوب غربی به متروی هلسینکی و در شرق با ایستگاه متروی دانشگاه هلسینکی مرتبط است.
در بعد از ظهرها و عصرهای تابستان، تراموا میدان هر ساعت یک بار حرکت می‌کند.

سراسر نما از میدان راه‌آهن هلسینکی

## نگارخانه

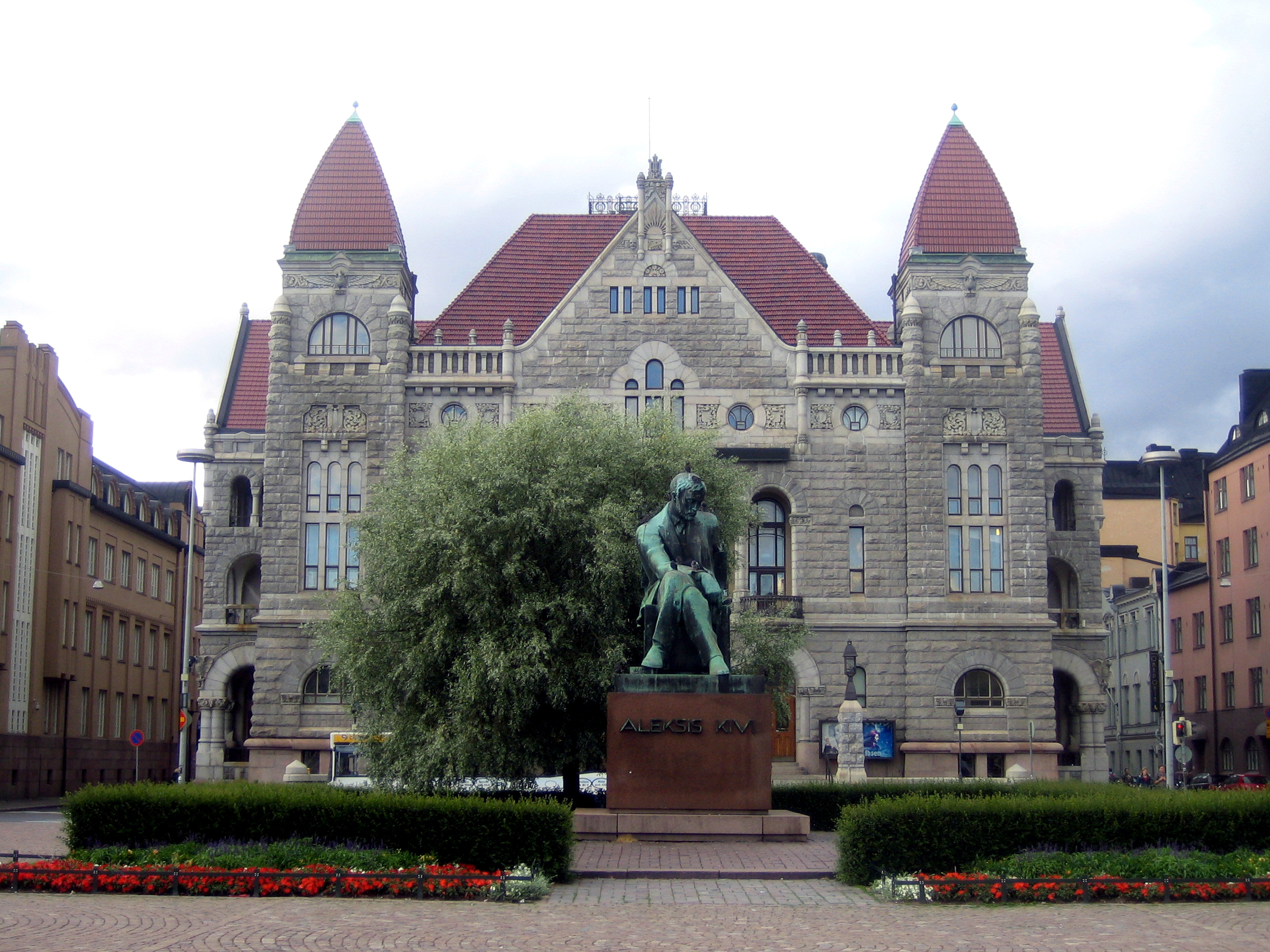
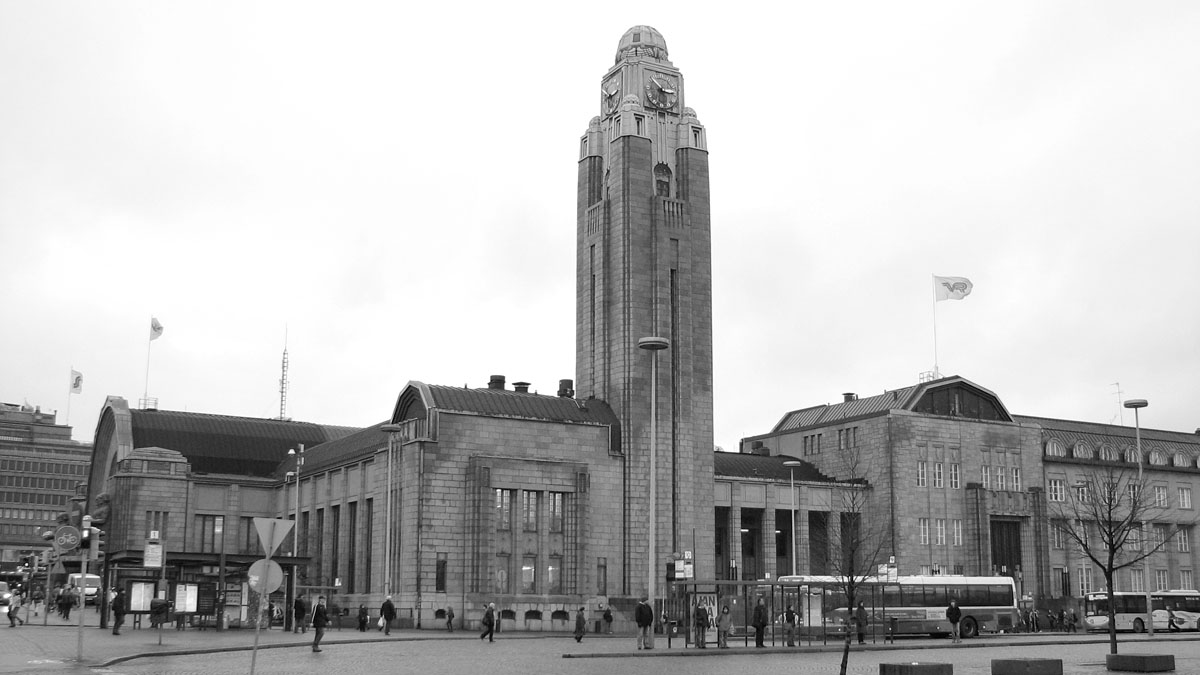
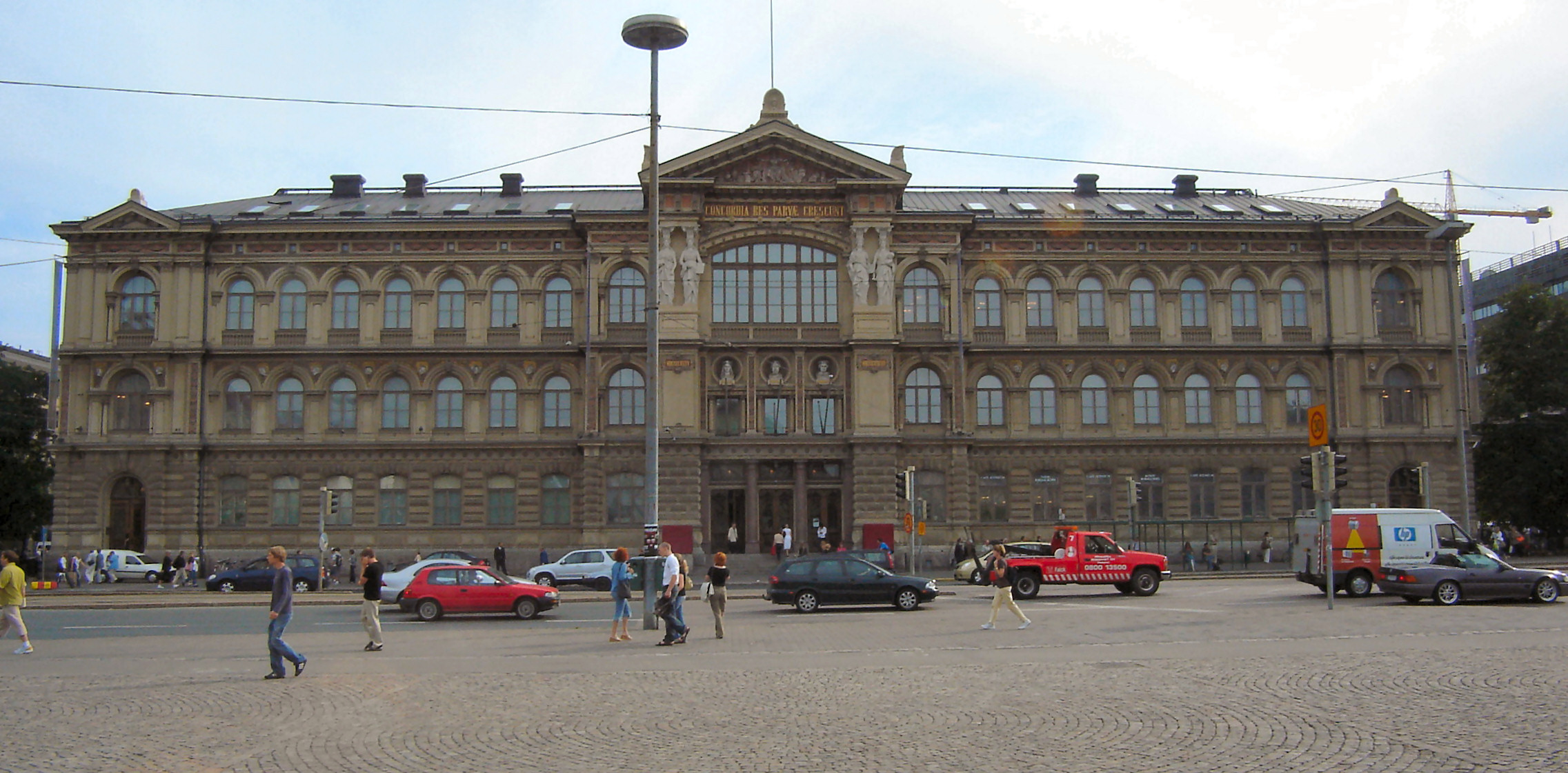
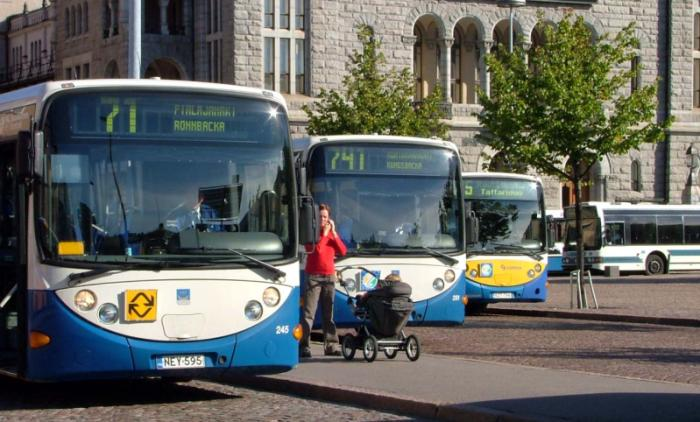
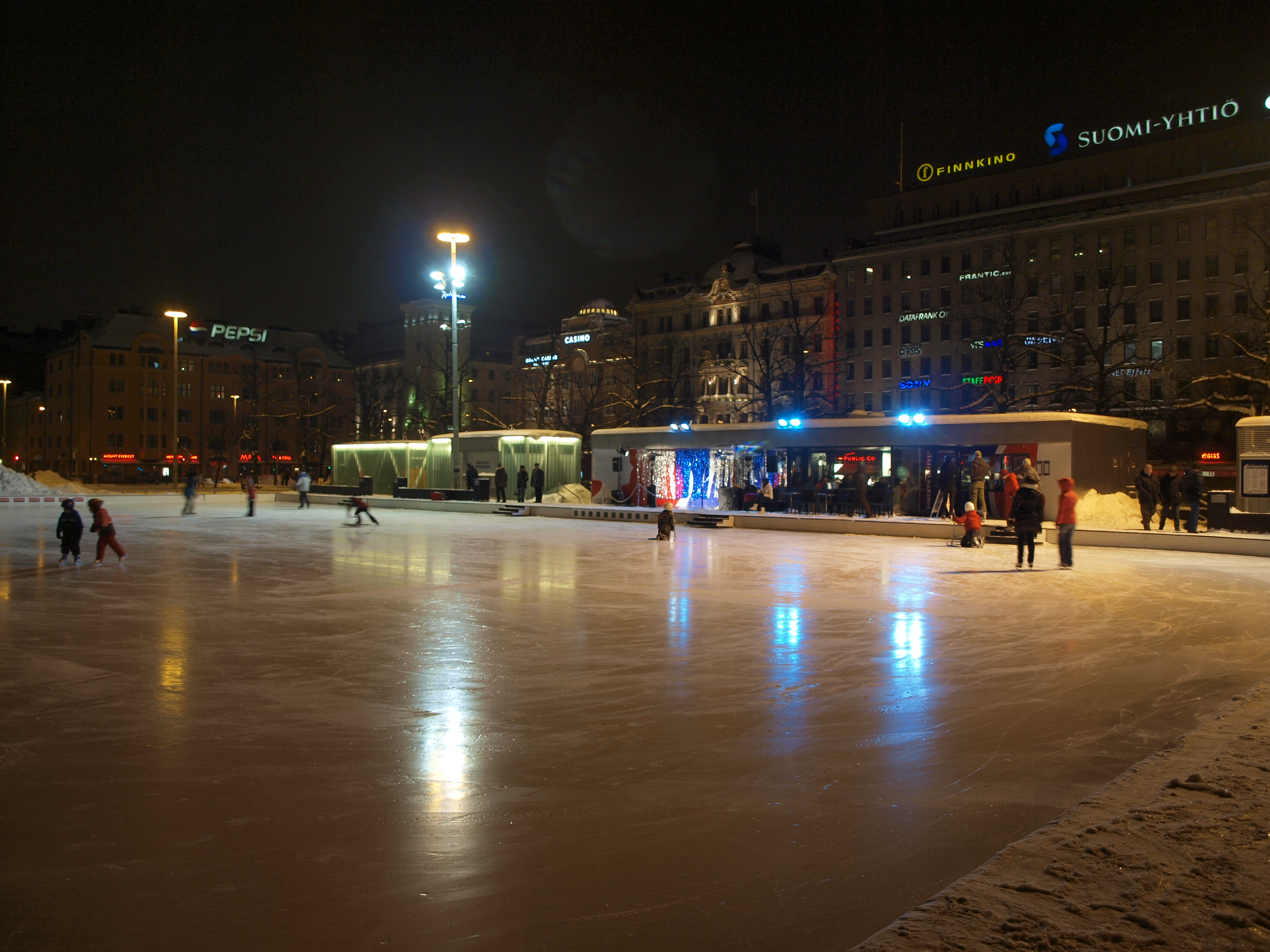